# Ormosia jamaicensis
Ormosia jamaicensis är en ärtväxtart som beskrevs av Ignatz Urban. Ormosia jamaicensis ingår i släktet Ormosia och familjen ärtväxter. Inga underarter finns listade i Catalogue of Life.